# Wilfried Dubbels

Wilfried Dubbels (2011)

Wilfried Dubbels (* 1950 in Zeven) ist ein deutscher Apotheker, Autor und Bodybuilder, der den Titel des Mr. Germany Jr. im Bodybuilding gewann.

## Jugend und sportliche Karriere
Dubbels war bereits in jungen Jahren von Modellathleten wie Steve Reeves fasziniert, der vor allem durch seine Darstellung des Herkules Ende der 50er Jahre/Anfang der 60er Jahre auf der Filmleinwand weltweit Berühmtheit erlangte. Motiviert von Vorbildern wie Steeve Reeves hat Dubbels sich bereits als Heranwachsender zum Ziel gesetzt, seinen Körper so ästhetisch wie möglich zu entwickeln und Muskelmasse gezielt aufzubauen. Seine Trainingsausrüstung bestand anfangs lediglich aus einer selbst gebauten Langhantel sowie zwei „variablen“ Kurzhanteln. Im Hühnerstall seiner Eltern, im ländlichen Dorf Heeslingen, baute er sich im Alter von 15 Jahren eine Langhantel aus Beton, zwei Eimern und einer langen Brechstange, um seinem Traum eines erfolgreichen Kraftsportlers etwas näher zu kommen. Seine „variablen“ Kurzhanteln bestanden aus zwei Eimern gefüllt mit Backsteinen. Ein Expander, den er zu Weihnachten geschenkt bekommen hatte, komplettierte seine spärliche Trainingsausrüstung. Dubbels trainierte in seinen Anfängen nach der „Trial-and-Error-Methode“ alleine im „Heimstudio“ (im Hühnerstall seiner Eltern) und „kopierte“ die Trainingsprogramme seiner Bodybuilding-Idole aus diversen Fitnesszeitschriften, wie z. B. der Sportrevue.
Im Jahr 1970, kurz nach seinem Abitur, hat Dubbels seinen Wohnsitz vorübergehend nach Berlin verlegt, um sich dort optimal auf verschiedene Berliner-Meisterschaften im Bodybuilding vorzubereiten. Neben einem simplen Ganzkörpertraining (das Gegenteil vom Split-Training), welches aus nur 7 Grund-Übungen bestand und 3-mal die Woche durchgeführt wurde, bereitete Dubbels sich mit einer ausgewogenen, aber eiweißbetonten Ernährung und einem Leber-Hefe-Supplement auf die Bodybuilding-Meisterschaften im Jahr 1970 vor. Durch den Gastauftritt von Peter Gottlob in der Aktuellen Schaubude überdachte Dubbels seinen damaligen Eiweißbedarf, die allgemeine Proteinzufuhr sowie die biologische Wertigkeit eines jeden Proteins. Die Kernaussage von Peter Gottlob zur Bedeutung der Proteine im Kraftsport lautete wie folgt:

„Unsere Muskelsubstanz unterliegt dem ständigen Auf-und Abbau. Will man an Kraft und Masse zunehmen, muss man dieses Gleichgewicht zugunsten des Muskelaufbaus verschieben. Das Krafttraining und eine eiweißreiche Ernährung unterstützten diesen Prozess.“

Dubbels hat bereits während seiner Schulzeit mit nur 15 Jahren mit dem Bodybuilding begonnen. Bereits kurz nach seinem Abitur im Jahr 1969 und noch während seiner Praktikantenzeit zur Ausbildung zum Apotheker, hat er erfolgreich an verschiedenen Bodybuildingmeisterschaften teilgenommen, die er, mit Ausnahme der Deutschen Juniorenmeisterschaft 1970  (2. Platz), allesamt als Gewinner beenden konnte. Darunter auch der prestigeträchtige Titel des Mr. Germany Jr. im Jahr 1971.
Die Berliner Meisterschaft im Bodybuilding, wo Dubbels als Mr. Berlin 1970 die Bühne als Gewinner verließ, fand in dem Nachtclub „New Eden Saloon“ von Rolf Shimon Eden statt und wurde vom ZDF ausgestrahlt. Der Bodybuldingcontest zum Mr. Body (bestgebauter Athlet der Berliner Filmfestspiele) fand ebenfalls in den Räumlichkeiten des Nachtclubs statt, wobei bei dieser Veranstaltung sowohl unter den Zuschauern als auch unter den Jurymitgliedern die High-Society Berlins vertreten war, was das Medieninteresse bundesweit weckte (Deutsche Presse Agentur). Die erste norddeutsche Meisterschaft in Flensburg im Jahr 1970, auf die Dubbels über das Kraftsportmagazin Sportrevue aufmerksam gemacht wurde, klassifizierte Teilnehmer noch nicht nach Körpergröße, Körpergewicht oder Alter. Den Titel des Mr. Norddeutschland konnte Dubbels als jüngster Teilnehmer aufgrund seiner harmonischen Körperentwicklung als Gesamtsieger gewinnen.

Dubbels Reichstagsgebäude Berlin (1976)

Im Jahr 1971 folgte Dubbels wichtigster Titel im Bodybuilding – Mr. Germany Jr. Danach sollte er sich zunächst einmal von der Wettkampfbühne verabschieden und konzentrierte sich auf sein Pharmaziestudium, um später selbständiger Apotheker zu werden.
Albert Busek, der prominenteste und wichtigste Unterstützer vom damals noch unbekannten Arnold Schwarzenegger, absolvierte im Sommer 1971 mit Dubbels unmittelbar nach dessen Titelgewinn des Mr. Germany Jr. ein professionelles Titelbild-Fotoshooting in München auf dem Königsplatz für das Kraftsportmagazin Sportrevue, welches seinerzeit die führende Bodybuildingzeitschrift im deutschsprachigen Raum gewesen war.
Wayne Gallasch, damaliger, australischer Kameramann und Fotograf, wurde nach dem Titelgewinn des Mr. Germany Jr. im Jahr 1973, zwei Jahre nach dem Sieg, auf Dubbels aufmerksam, weil er regelmäßig auf der Suche nach Modellathleten vom Typ Frank Zane und Steeve Reeves gewesen war und machte mit ihm u. a. im Londoner Hyde Park eine Fotoserie, die später in der ersten, raren Ausgabe des MuscleMag International mit einer ausführlichen Titelstory abgelichtet wurde. Dubbels organisierte für Wayne Gallasch später als Student im Jahr 1975/1976 diverse Shootings mit verschiedenen Bodybuildern wie Sergio Oliva und Hans Ringer und unterstützte ihn bei Filmaufnahmen in Paris und Amsterdam.
Robert Kennedy, Gründer, Herausgeber und Fotograf des kanadischen MuscleMag International, kontaktierte Dubbels im Sommer 1976 für ein Tiltebild-Fotoshooting, durch das er bis Anfang der 80er Jahre in den USA Bekanntheit in der Bodybuilding-Szene erlangte. Später folgten noch weitere Fotoserien mit Robert Kennedy als Fotograf, u. a. an den Niagarafällen, in Los Angeles und in Toronto. Kennedy wird auch zugeschrieben, dass er die Karrieren zahlreicher Fitnessmodelle, Bodybuilder, Schauspieler und Wrestler entdeckt und mitgestaltet hat, darunter Trish Stratus, Victoria Pratt, Torrie Wilson, Cory Everson, Roland Kickinger und Ronnie Coleman. Aus diesem Grund wurde Robert Kennedy kurz vor seinem Tod von seinem Wegbegleiter und Freund Arnold Schwarzenegger auf der Arnold Classic im Jahr 2012 mit dem Arnold Schwarzenegger Lifetime Achievement Award  ausgezeichnet.

## Wettkampferfolge im Bodybuilding
- 1970 Deutsche Juniorenmeisterschaft, 2. Platz
- 1970 Mr. Berlin, 1. Platz
- 1970 Mr. Norddeutschland, 1. Platz
- 1970 bestgebauter Athlet der Berliner Filmfestspiele Mr. Body, 1. Platz
- 1971 Mr. Germany Jr., 1. Platz
- 1974 Mr. Germany, 6. Platz
- 1976 Mr. Germany, 3. Platz

## Beruflicher Werdegang und Biografie
Nach erfolgreichem Abschluss des Gymnasiums im Sommer 1969 am Zevener St. Viti Gymnasium, begann Dubbels, nach dem Zurückzug aus Berlin, 1971 die Ausbildung zum Apotheker mit einem Praktikum in der Alten Apotheke in Zeven. Im Jahr 1973 beendete Dubbels sein Praktikum als vorexaminierter Apotheker. Daraufhin folgten Tätigkeiten in einer öffentlichen Apotheke sowie in einer Krankenhausapotheke im Hamburger Raum. Zum Wintersemester 1974 begann Dubbels in Hamburg das naturwissenschaftliche Studienfach Chemie für 2 Semester zu studieren. Der Umzug nach Hamburg erfolgte bereits Ende 1973, kurz vor der Geburt seiner ersten Tochter. Im direkten Anschluss daran folgte das Studium der Pharmazie für 7 Semester. Im Frühjahr 1979 schloss er das Studium der Pharmazie erfolgreich ab und erhielt die Approbation als Apotheker.
Von Mitte bis Ende 1979 war Dubbels als Apotheker in einer Bremer Apotheke angestellt. Nachdem Dubbels den damaligen Eigentümer der Bremer Apotheke nach dem Verkauf seiner Apotheke gefragt hatte und ihm der Kaufpreis zu hoch erschienen war, gründete er mit 29 Jahren zum Jahresende 1979 seine eigene Apotheke in Heeslingen, die St.Viti Apotheke. Er benannte die St. Viti Apotheke nach dem Zevener St. Viti Gymnasium, auf dem er selbst seine Schulzeit verbrachte und sein Abitur machte. Anfang 1983 erfolgte der Umzug der St. Viti Apotheke in den ehemaligen Edekamarkt in das Heeslingener Dorfzentrum. Im Jahr 2006 verkaufte Dubbels im Alter von 56 Jahren seine St. Viti Apotheke an einen jüngeren Kollegen, da er sich durch die Rahmenbedingungen für selbständige Apotheker zu sehr eingeengt fühlte. Ende 2019 feierte die St. Viti Apotheke in Heeslingen ihr 40-jähriges Jubiläum.

### Privatleben
Dubbels heiratete 1973 seine heutige Ehefrau Marion. Im Jahr 1974 wird seine erste Tochter geboren. 1977 wird sein Sohn und 1984 seine zweite, jüngste Tochter geboren. Dubbels hat 5 Enkelkinder. Dubbels lebt heute in dem kleinen Dorf Heeslingen zwischen Hamburg und Bremen mit seiner Ehefrau.

## Tätigkeit als Autor
Seit Anfang der 80er Jahre war Dubbels, neben seiner Tätigkeit als selbständiger Apotheker, vermehrt als freier Journalist für wissenschaftliche Fachzeitschriften (Pharmazeutische Zeitung, Deutsche Apothekerzeitung uvm.) und Kraftsportmagazine im Im- und Ausland tätig. Seine Schwerpunktthemen waren und sind bis heute: Arzneimittel, (gesunde) Ernährung, Diäten, Training/Trainingstipps für Jung und Alt sowie Doping im Leistungssport. Auf das Verfassen von Fachartikeln und Büchern spezialisierte er sich nach dem Verkauf seiner Apotheke im Jahr 2006. Im Jahr 2010 erschien sein erstes Buch „Die Anti-Aging Formel: Ein synergetisches Konzept für optimale körperliche und mentale Leistung in jedem Alter“, welches zum Inhalt hat, mit einer ausgewogenen Ernährung und einem ausgeklügelten Trainingsplan den Alterungsprozess zu verlangsamen und somit seine Lebensqualität im Alter zu verbessern.
In seinem zweiten Buch „Alles was stark macht (oder auch nicht): Supplemente und Doping im Bodybuilding“ setzt sich Dubbels kritisch mit leistungssteigernden Substanzen auseinander, zeigt gesundheitliche Risiken auf und nimmt auf dem Markt befindliche Supplemente, aus seiner pharmazeutischen und persönlichen Sichtweise, unter die Lupe. Sein im Jahr 2019 erschienenes Buch „Old School Bodybuilding – So habe ich meinen Körper aufgebaut“ ist sein mit Abstand persönlichstes Werk. Dubbels beschreibt in diesem Buch, wie er unter schwersten Bedingungen seinen Körper mit Muskeln aufgebaut hat. Detaillierte Trainingspläne und Übungsbeschreibungen mit Fotos und hilfreichen Tipps vervollständigen den leicht verständlichen Ratgeber. Nebenbei erhält der Leser auch interessante Einblicke Hinter die Kulissen der damaligen Bodybuilding-Szene.

## Veröffentlichungen
Dubbels hat folgende Bücher geschrieben, die fast alle mehrere und zum Teil erweiterte Neuauflagen erfahren haben:
- Die Anti-Aging Formel: Ein synergetisches Konzept für optimale körperliche und mentale Leistung in jedem Alter. Novagenics, 1. Auflage 2010, ISBN 3-929002-48-5
- Alles was stark macht (oder auch nicht): Supplemente und Doping im Bodybuilding. Pro Business, 1. Auflage 2012, ISBN 3-86386-309-7
- Gesund, fit und schlank – ein Leben lang: Sport/Ernährung/Anti-Aging. , 2017, ISBN 1-5498-3517-3
- Healthy, Fit and Slim: Understanding the Science behind Nutrition, Exercise and Anti-Aging. , 2018, Englisch, ISBN 1-973540-76-2
- Old School Bodybuilding – So habe ich meinen Körper aufgebaut. , 2019, ISBN 1-07-490342-0

## Bodybuilding im Alter

Wilfried Dubbels im Privatgarten mit 54 Jahren (2004)

Dubbels ist dem Bodybuilding immer treu geblieben und trainiert auch noch heute im Alter von 70 Jahren regelmäßig seinen Körper, um gesund, fit und vital zu bleiben. In seinem neusten Buch „Old School Bodybuilding – So habe ich meinen Körper aufgebaut“, welches 2019 erschien, erzählt er von seinen Anfängen im Bodybuilding und wie er es über die Jahre geschafft hat körperlich wie mental fit zu bleiben. Dubbels lebt in seinem Buch vor, was er schreibt. Er möchte mit dem Buch jeden zu einem athletischeren Körper und zu mehr Lebensqualität verhelfen.
Das Buch „Gesund, fit und schlank – ein Leben lang: Sport/Ernährung/Anti-Aging“ richtet sich hauptsächlich an gesundheitlich interessierte Menschen, die zuvor noch keinerlei Erfahrungen mit dem Bodybuilding gemacht haben und das über alle Altersgrenzen hinweg.